# Амр Варда
Амр Мидхат Варда (арап. عـمرو وردة‎‎‎, романизовано Amr Medhat Warda; Александрија, 17. септембар 1993) професионални је египатски фудбалер који игра у средини терена на позицији офанзивног везног.

## Клупска каријера
Амр варда је продукт фудбалске школе каирског Ал Ахлија, екипе у којој је и започео професионалну каријеру током 2013. године, и за коју је током две сезоне одиграо тек један званични меч. Други део сезоне 2014/15. провео је играјући као позајмљен играч у екипи Ал Итихада из Александрије, за коју је одиграо 16 лигашких утакмица и постигао један погодак. 
По истеку уговора са Ал Ахлијем, као слободан играч, у августу 2015. одлази у Грчку где потписује трогодишњи уговор са суперлигашем Панетоликосом из Аргиниона. Први погодак за нови клуб у Суперлиги постигао је на првенственој утакмици против Ираклиса играној 20. децембра 2015, а захваљујући доброј игри проглашен је и за играча утакмице. Након свега једне и по сезоне у тиму из Агриниона, у јануару 2017. потписује троипогодишњи уговор са солунским Паоком вредан 350 хиљада евра. Међутим, због недисциплине, већ наредне сезоне је послат на једногодишњу позајмицу у екипу Атромитоса из Перистерија. У дресу Атромитоса, Варда је током сезоне 2017/18. одиграо 23 утакмице и постигао 8 голова. 

## Репрезентативна каријера
Пре дебија у сениорској репрезентацији Варда је играо за све млађе репрезентативне селекције Египта, а за сениорску репрезентацију дебитовао је 11. октобра 2015. у пријатељској утакмици против Замбије. Највећи успех у националном дресу остварио је 2017. на Купу афричких нација у Габону где је са репрезентацијом Египта освојио сребрну медаљу.
Селектор Ектор Купер уврстио га је у састав репрезентације за Светско првенство 2018. у Русији. На том турниру Варда је као стартер започео прву утакмицу свог тима против селекције Уругваја у групи А (замењен у 82' минуту). Четири дана касније, 19. јуна, у утакмицу са Русијом улази у 64' минуту као замена за Елненија.